# Hubert Harrison
Hubert Henry Harrison, karibsko-ameriški pisatelj, javni govorec, učitelj, kritik, rasni in razredni politični aktivist, * 27. april 1883, Santa Cruz, Deviški otoki, † 17. december 1927, New York, New York, ZDA.
Harrison je bil vpliven mislec, ki je spodbujal razvoj razredne zavesti med delovnimi ljudmi, pozitivne rasne zavesti med temnopoltimi somišljeniki, agnostičnega ateizma in svobodomiselnosti. Bil je "radikalni internacionalist" in ustanovitelj gibanja »New Negro«. Slednje je imelo močan vpliv na kasnejšo generacijo aktivistov. Velja tudi za očeta Harlemskega radikalizma.
Po Harrisonovi smrti je bilo njegovo delo nepravično spregledano. Nedavna biografija Jeffreyja B. Perryja v dveh delih skuša to popraviti (Hubert Harrison: The Voice of Harlem Radicalism, 1883–1918 in Hubert Harrison: The Struggle for Equality, 1918–1927).

## Življenje

### Zgodnje življenje
Hubert Henry Harrison se je rodil priseljenki z Barbadosa, Cecilii Elizabeti Haines, v Santa Cruzu, na Deviških otokih. Njegov oče, Adolphus Harrison, je bil rojen v suženjstvu in je delal kot plantažni delavec. Mladi Harrison je končal devet razredov osnovne šole, se naučil običajev, ki izvirajo iz tradicij afriške skupnosti, komuniciral s priseljenci in domačimi delavci ter odraščal z naklonjenostjo do revnih in s prepričanjem, da je enak vsem drugim. Spoznal je tudi bogato zgodovino prebivalcev Santa Cruz, ki so jo zaznamovali množični boji zasužnjencev, vključno z njihovo uspešno emancipacijsko zmago leta 1848. Ko je obiskoval šolo, je spoznal vseživljenjskega prijatelja, socialnega aktivista D. Hamiltona Jacksona.

### Emigracija in izobraževanje
Po materini smrti leta 1899 se je leta 1900 kot sedemnajstletna sirota pridružil sestri v New Yorku. Bil je odličen srednješolec in bil vključen v pomembne afroameriške in afro-karibske intelektualne kroge delavskega razreda. Harrison, ki je želel kar najbolje razumeti zgodovino in kulturo temnopoltih, je postal samouk (avtodidakt).
Postal je ameriški državljan in do konca življenja živel v ZDA.

### Poznejša leta
Januarja 1920 je Harrison postal glavni urednik časopisa »Negro World«, ki ga je ustanovil Marcus Garvey. Kmalu je Harrison začel kritizirati Garveya zaradi želje po imperiju. V nasprotju z Garveyjem je Harrison poudaril, da je bil glavni boj Afroameričanov v ZDA, ne v Afriki. Po razhodu z Garveyjem, je Harrison nadaljeval z javnim nastopanjem in pisanjem. Predaval je o politični zgodovini, znanosti, literaturi, družbenih vedah, mednarodnih zadevah in umetnosti za Newyorški mestni odbor za izobraževanje. Njegove knjižne in gledališke kritike ter drugi zapisi so se pojavili v številnih vodilnih časopisih tistega časa: The New York Times, New York Tribune, Pittsburgh Courier, Chicago Defender, Amsterdam News, New York World, Nation, New Republic, Modern Quarterly, Boston Chronicle in reviji Opportunity. Odkrito je kritiziral Kukluksklan in rasistične napade "Tulsa Race Riot" leta 1921. Delal je z različnimi skupinami, vključno s kongresnim svetom Deviškega otoka, Demokratsko stranko, Kmečko-laburistično stranko, gibanjem za enotni davek, ki ga je navdihnil Henry George, American Friends Service Committee, Urban League, Ameriški črnski delavski kongres in Delavsko (komunistična) stranko (takratno ime Komunistične stranke ZDA).
Leta 1924 je Harrison ustanovil »International Coloured Unity League« (ICUL), ki je temnopolte pozvalo, naj razvijejo "rasno zavest" kot obrambni ukrep – da se zavedajo svojega rasnega zatiranja in to zavest uporabijo za enotno združevanje in organiziranje. Program ICUL si je prizadeval za politične pravice, ekonomsko moč in socialno pravičnost.
Umrl je zaradi vnetja slepiča, star 44 let.

## Kariera
Med obiskovanjem srednje šole je Harrison opravljal slabo plačana strežna dela. V tem času so prepoznali njegov intelekt in ga v newyorškem časopisu »The World« opisali kot "genija". Začel je pisati pisma uredniku The New York Timesa o temah, kot so linč, teorija evolucije Charlesa Darwina in literarno kritiko.
V tem obdobju se je Harrison začel zanimati tudi za svobodomiselno gibanje, ki je spodbujalo uporabo znanstvenih metod, empirizma in razuma za reševanje problemov namesto teistične dogme. Odvrnil se je od krščanstva in postal agnostik ateist. Harrisonov novi pogled na svet je v središče postavil človeštvo, ne Boga. V svojem družbenopolitičnem delovanju je večkrat ostro zavračal Sveto pismo in obstoj Boga. Harrison je bil odločen zagovornik ločitve cerkve od države, to je grajal zaradi spodbujanja rasizma, vraževerja in nevednost.
Harrison je bil odkrit kritik predsednikov Theodora Roosevelta in Williama Howarda Tafta ter republikanske stranke. Kritiziral je tudi vidnega črnskega voditelja Bookerja T. Washingtona, čigar politično filozofijo je imel za podrejeno belski nadvladi. Leta 1910 je Harrison napisal dve pismi za New York Sun, ki sta bili kritični do izjav Washingtona, zato je izgubil službo.

### Socializem
Po izgubi zaposlitve je Harrison začel redno delati pri Socialistični stranki Amerike in postal vodilni ameriški temnopolti socialist. Kritiziral je kapitalizem, vodil kampanjo za strankarskega predsedniškega kandidata Eugena V. Debsa leta 1912 in ustanovil združenje »nebelskih« socialistov. Podpiral je socialistične, egalitarne in militantno radikalne »industrijske delavce sveta« (Industrial Workers of the World - IWW).
Na Harrisonov položaj v stranki je vplivalo tudi njegovo povezovanje z njeno levico in IWW, ki sta bila vpletena v frakcijski boj z njeno desničarsko frakcijo. Leta 1912 je bil celo za tri mesece suspendiran iz stranke. Strankarski voditelji v New Yorku so začeli omejevati Harrisonove dejavnosti. Leta 1918 pa je izstopil iz Socialistične stranke. Po odstopu iz socialistične stranke je Harrison povečal svoj aktivizem v gibanju za enotni davek.

### Rasni radikalizem in črnsko gibanje
Po umiku iz socialistične stranke, je Harrison začel sodelovati z gibanjem »Modern School« pod vplivom svobodomiselnikov, ki ga je ustanovil mučeniški španski anarhist Francisco Ferrer. Njegovi nastopi in prizadevanja za svobodo govora so bili ključnega pomena pri razvoju harlemske tradicije militantnega govorništva.
V letih 1916–17 je Hubert Harrison ustanovil radikalno gibanje »New Negro« to gibanje je spodbudilo Harlem s svojimi rasno in razredno ozaveščenimi zahtevami po enakosti, pravičnosti, priložnosti in ekonomski moči.

## Harrisonova zapuščina
Harrison med afroameriškimi voditelji svojega obdobja velja za »najbolj razredno zavestnega med rasnimi skrajneži in najbolj rasno zavestnega med razrednimi skrajneži«.
Harrisona so poznali kot pionirja temnopoltih udeležencev v gibanjih svobodomiselnosti in nadzora rojstev, pa tudi kot knjigoljuba in neutrudnega popularizatorja knjižnic. Ustvarjal je kolumne »Poezija za ljudi« v različnih publikacijah, vključno z revijo New Negro (1919), Garveyjev črnski svet (1920) in The Voice of the Negro (1927) International Colored Unity League
Kot intelektualec je bil Harrison neprekosljiv orator, predstavljen kot predavatelj za prestižno serijo "Trend časov" newyorškega odbora za izobraževanje, plodovit in vpliven pisatelj in menda prvi temnopolti, ki je pisal redno izdane literarne kritike. Njegova prizadevanja na teh področjih so hvalili tako temnopolti kot tudi beli pisatelji, intelektualci in aktivisti.

## Dela
Njegova dela niso prevedena v slovenščino
- A Hubert Harrison Reader (Middletown, CT: Wesleyan University Press, 2001).[2]
- Harrison, Hubert, "A Negro on Chicken Stealing", Pismo uredniku, The New York Times, 11. december 1904, str. 6.[3]
- Harrison,Hubert, The Black Man's Burden (1918).[4]
- Harrison, Hubert, The Negro and Nation (New York: Cosmo-Advocate Publishing Company, 1917).
- Harrison, Hubert, "On A Certain Condescension in White Publishers," Negro World, marec 1922.
- Harrison, Hubert H., When Africa Awakes: The "Inside Story" of the Stirrings and Strivings of the New Negro in the Western World (New York: Porro Press, 1920)